# Friederike Schmöe
Friederike Schmöe (* 1967 in Coburg) ist eine deutsche Linguistin und Autorin von Kriminalromanen.

## Leben
Friederike Schmöe studierte von 1986 an Romanistik und Germanistik an der Otto-Friedrich-Universität Bamberg. Nach ihrem Diplom 1993 blieb sie als Assistentin und Dozentin im Fach Deutsche Sprachwissenschaft/Deutsch als Fremdsprache in Bamberg. Ihrer Promotion 1999 folgte 2003 die Habilitation für das Fach Germanistische Sprachwissenschaft. Seit 2003 ist sie als Privatdozentin an der Universität Bamberg und seit 2005 zudem als Dozentin an der Universität des Saarlandes tätig.
Friederike Schmöe ist Mitglied der Autorengruppen Das Syndikat und Mörderische Schwestern.

## Rezeption
Neben ihrer wissenschaftlichen Tätigkeit tritt Schmöe als Verfasserin mehrerer Kriminalromane auf. Schauplatz ihrer Geschichten um die Privatdetektivin Katinka Palfy ist die Domstadt Bamberg, in der bayerischen Landeshauptstadt München ist die Ghostwriterin Kea Laverde in Kriminalfälle verwickelt. Für ihre Erzählung Silberdrache war sie 2006 für den Kärntner Krimipreis nominiert. Für die Kurzgeschichte Das geheime Wissen der Zofe erhielt sie 2014 den Bronzenen Homer.

## Werke (Auswahl)

### Als Autorin
Kea-Laverde-Reihe
1. Schweigfeinstill. Kea Laverdes erster Fall. Gmeiner-Verlag, Meßkirch 2009, ISBN 978-3-89977-805-2
2. Fliehganzleis. Kea Laverdes zweiter Fall. Gmeiner-Verlag, Meßkirch 2009, ISBN 978-3-8392-1012-3
3. Bisduvergisst. Kea Laverdes dritter Fall. Gmeiner-Verlag, Meßkirch 2010, ISBN 978-3-8392-1034-5
4. Wieweitdugehst. Kea Laverdes vierter Fall. Gmeiner-Verlag, Meßkirch 2010, ISBN 978-3-8392-1098-7
5. Wernievergibt. Kea Laverdes fünfter Fall. Gmeiner-Verlag, Meßkirch 2011, ISBN 978-3-8392-1135-9
6. Wasdunkelbleibt. Kea Laverdes sechster Fall. Gmeiner-Verlag, Meßkirch 2011, ISBN 978-3-8392-1199-1
7. EinToter, der nicht sterben darf. Kea Laverdes siebter Fall. Gmeiner Verlag, Meßkirch 2014, ISBN 978-3-8392-1612-5
8. Falsche Versprechen. Ein neuer Fall für Kea Laverde. Gmeiner Verlag, Meßkirch 2017, ISBN 978-3-8392-2154-9

Katinka-Palfy-Reihe
1. Maskenspiel. Katinka Palfy erster Fall. Gmeiner-Verlag, Meßkirch 2005, ISBN 3-89977-636-4
2. Kirchweihmord. Katinka Palfys zweiter Fall. Gmeiner-Verlag, Meßkirch 2005, ISBN 3-89977-643-7
3. Fratzenmond. Katinka Palfys dritter Fall. Gmeiner-Verlag, Meßkirch 2006, ISBN 3-89977-675-5
4. Käfersterben. Katinka Palfys vierter Fall. Gmeiner-Verlag, Meßkirch 2006, ISBN 3-89977-681-X
5. Schockstarre. Katinka Palfys fünfter Fall. Gmeiner-Verlag, Meßkirch 2007, ISBN 978-3-89977-710-9
6. Januskopf. Katinka Palfys sechster Fall. Gmeiner-Verlag, Meßkirch 2007, ISBN 978-3-89977-737-6
7. Pfeilgift. Katinka Palfys siebter Fall. Gmeiner-Verlag, Meßkirch 2008, ISBN 978-3-89977-756-7
8. Spinnefeind. Katinka Palfys achter Fall. Gmeiner-Verlag, Meßkirch 2008, ISBN 978-3-89977-782-6
9. Rosenfolter. Ein neuer Fall für Katinka Palfy. Gmeiner-Verlag, Meßkirch 2012, ISBN 978-3-8392-1275-2
10. Zuträger. Ein neuer Fall für Katinka Palfy. Gmeiner-Verlag, Meßkirch 2015, ISBN 978-3-8392-1685-9
11. Dohlenhatz. Ein neuer Fall für Katinka Palfy. Gmeiner-Verlag, Meßkirch 2017, ISBN 978-3-8392-2048-1
12. Kreidekreis. Ein neuer Fall für Katinka Palfy. Gmeiner-Verlag, Meßkirch 2018, ISBN 978-3-8392-2229-4
13. Angeschwärzt. Katinka Palfys 13. Fall. Gmeiner-Verlag, Meßkirch 2019, ISBN 978-3-8392-2523-3
14. Rhöner Nebel. Katinka Palfys 14. Fall. Gmeiner-Verlag, Meßkirch 2020, ISBN 978-3-8392-2589-9
15. Die Cranach-Verschwörung: Katinka Palfys 15. Fall. Gmeiner-Verlag, Meßkirch 2022, ISBN 978-3-839-20120-6
16. Wilde Wut: Katinka Palfys 16. Fall., Gmeiner-Verlag, Meßkirch 2024, ISBN 978-3-8392-0660-7

Weihnachtskrimis
- Süßer der Punsch nie tötet. Ein bitterböser Krimi zum Advent. Gmeiner-Verlag, Meßkirch 2010, ISBN 978-3-8392-1090-1[1]
- Lasst uns froh und grausig sein. Ein bitterböser Weihnachtskrimi. Gmeiner-Verlag, Meßkirch 2011, ISBN 978-3-8392-1186-1[1]
- Still und starr ruht der Tod. Ein bitterböser Weihnachtskrimi. Gmeiner-Verlag, Meßkirch 2012, ISBN 978-3-8392-1317-9[1]
- Stille Nacht, grausige Nacht. Ein frostiger Winterthriller, Gmeiner-Verlag, Meßkirch 2015, ISBN 978-3-8392-1804-4
- Drauß vom Walde. Bitterböse Weihnachten, Gmeiner-Verlag, Meßkirch 2018, ISBN 978-3-8392-2307-9
- Leise tötet der Schnee, Gmeiner-Verlag, Meßkirch 2024, ISBN 978-3-8392-0709-3

Die Berg-Trilogie
- Schatten über Südtirol. Gmeiner-Verlag, Meßkirch 2023, ISBN 978-3-8392-0409-2
- Schatten über dem Großen Arber. Gmeiner-Verlag, Meßkirch 2025, ISBN 978-3-8392-0817-5

Bücher für Kinder und Jugendliche
- Versteckspiel. Ein Jugendkrimi. Verlag an der Ruhr, Mülheim an der Ruhr 2010, ISBN 978-3-8346-0735-5
- Mind Games: Eiskalte Manipulation (21st Century Thrill, Jugendkrimi) Kosmos Verlag, Stuttgart 2012, ISBN 978-3-440-12637-0
- Jetzt trägt sie auch noch Kopftuch! Jugendroman. Reihe: (K.L.A.R. Taschenbuch). Verlag an der Ruhr, Mülheim an der Ruhr 2016, ISBN 978-3-8346-3061-2
- Die viel zu lange Lüge. Gmeiner-Verlag, Meßkirch 2016, ISBN 978-3-7349-9426-5

Sonstiges
- Tochter-Seelen. Kriminalroman. Buchverlag Andrea Schmitz, Toppenstedt 2003, ISBN 3-935202-09-1
- Die Bernsteinburg. Fantasyroman. Gmeiner-Verlag, Meßkirch 2016, ISBN 978-3-7349-9404-3.Du bist fort und ich lebe. Gmeiner-Verlag, Meßkirch 2013, ISBN 978-3-8392-1459-6

Sachbücher
- Italianismen im Gegenwartsdeutschen. Unter besonderer Berücksichtigung der Entlehnungen nach 1950. Collibri-Verlag, Bamberg 1998, ISBN 3-926946-40-7 (zugl. Dissertation, Universität Bamberg 1998).

### Als Herausgeberin
- Das Adverb. Zentrum und Peripherie einer Wortklasse. Edition Praesens, Wien 2002, ISBN 3-7069-0124-2.
- zusammen mit Wieland Eins: Wie wir sprechen und schreiben. Festschrift für Helmut Glück zum 60. Geburtstag. Harrassowitz, Wiesbaden 2009, ISBN 978-3-447-06056-1.
- zusammen mit Helmut Glück: Metzler Lexikon Sprache. 3. Auflage. Metzler, Stuttgart 2005, ISBN 3-476-02056-8.